# Список претендентов на премию «Оскар» за лучший фильм на иностранном языке от Болгарии

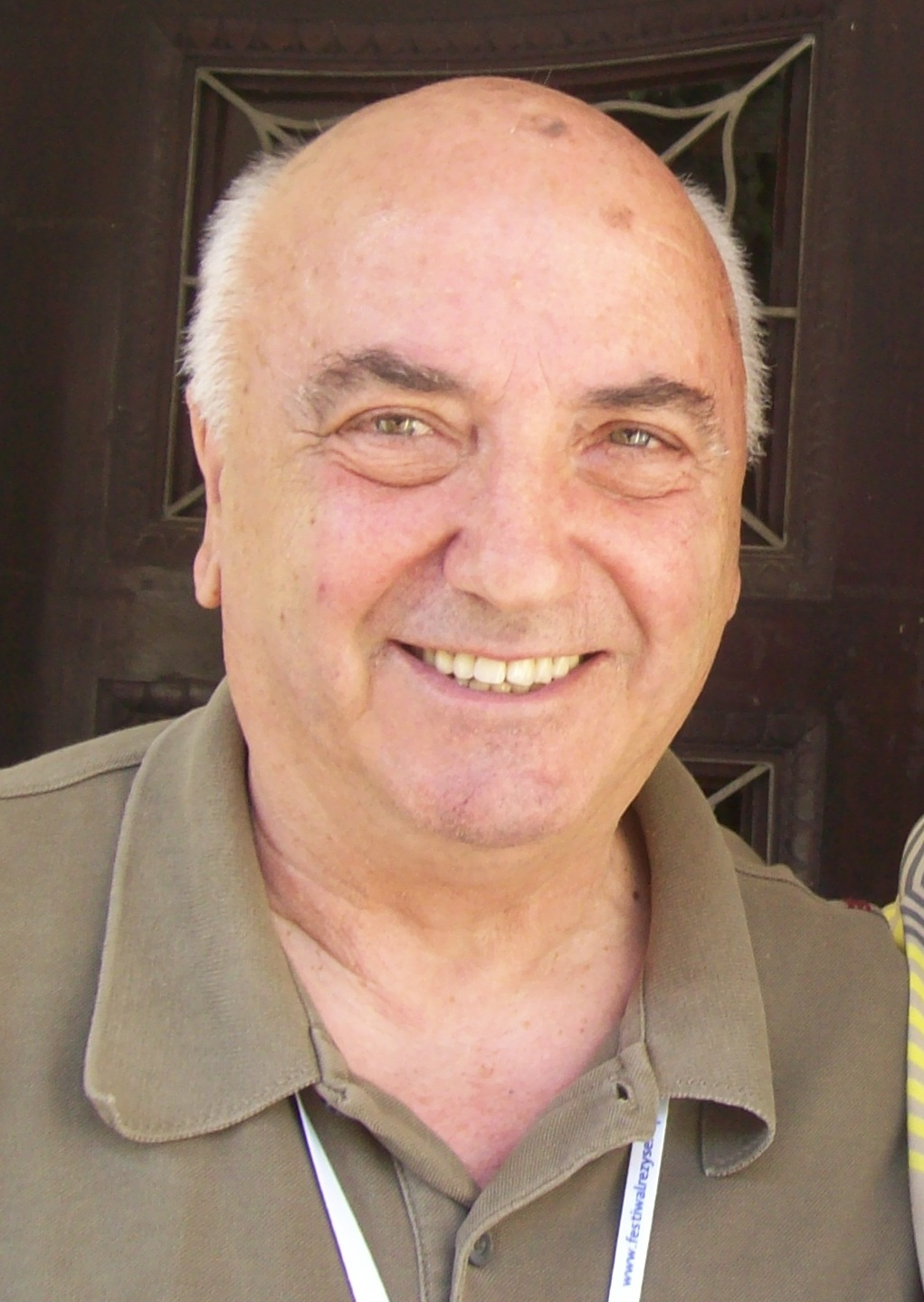
Иван Ничев — один из пяти режиссёров Болгарии, фильмы которых были дважды выбраны для заявки на «Оскар»

Категория премии Американской академии кинематографических искусств и наук («Оскара») «за лучший фильм на иностранном языке» предназначена для награждения полнометражных фильмов, произведенных вне юрисдикции США и с преимущественно неанглийским языком или языками диалога. В качестве конкурсной «премии за заслуги» впервые появилась на 29 церемонии премии «Оскар», состоявшейся в 1957 году. Ранее, в 1948—1956 годах, иноязычные фильмы 8 раз награждались «почётным/специальным „Оскаром“». Награда вручается режиссёру, а официальным победителем является страна, фильм которой одержал победу.
Болгария участвует в подаче фильмов на «Оскар» за лучший фильм на иностранном языке с начала 1970-х годов (как Народная Республика Болгария). Отбор киноработ в Болгарии находится в ведении Национального кинематографического совета страны.
Первой кинолентой, заявленной на премию в 1971 году, стала семейная комедия «Ежи рождаются без иголок» (болг. Таралежите се раждат без бодли), снятая Димитром Петровым. С тех пор и по настоящее время Болгарией было подано на рассмотрение AMPAS 28 фильмов различных жанров, все на болгарском языке в качестве основного. Вплоть до начала 2000 годов, как при коммунистическом правлении, так и после его распада, все отобранные для заявок фильмы — 10 из 28 — были продуктами кинопроизводства крупнейшей болгарской киностудии «Бояна» (c 2005 года Nu Boyana Film Studios, европейское подразделение голливудской кинокомпании Nu Image/Millennium Films Авиноама Лернера).
На конец 2015 года ни один болгарский фильм не достиг финального шорт-листа оскаровской номинации; наиболее близко к нему приблизился заявленный в 2010 году фильм «Мир велик, а спасение поджидает за углом» Стефана Командарева, попавший в предварительный «январский шорт-лист» из девяти фильмов.

## Список фильмов
| Год фильма (церемония) | Русское название                         | Болгарское название                       | Англоязычное название в заявке на номинацию            | Режиссёр                          | Результат           |
| ---------------------- | ---------------------------------------- | ----------------------------------------- | ------------------------------------------------------ | --------------------------------- | ------------------- |
| 1971 (44-я)            | Ежи рождаются без колючек                | Таралежите се раждат без бодли            | Porcupines Are Born Without Bristles                   | Димитр Петров                     | Не номинирован      |
| 1972 (45-я)            | Козий рог                                | Козият рог                                | The Goat Horn                                          | Методи Андонов                    | Не номинирован      |
| 1974 (47-я)            | Последнее лето                           | Последно лято                             | The Last Summer                                        | Христо Христов                    | Не номинирован      |
| 1979 (52-я)            | Барьер                                   | Бариерата                                 | The Barrier                                            | Христо Христов                    | Не номинирован      |
| 1982 (55-я)            | Хан Аспарух                              | Хан Аспарух                               | англ. Aszparuh                                         | Людмил Стайков                    | Не номинирован      |
| 1988 (61-я)            | Куда вы едете?                           | За къде пътувате?                         | Where Are You Going?                                   | Рангел Вылчанов                   | Не номинирован      |
| 1989 (62-я)            | Время насилия                            | Време на насилие                          | Time of Violence                                       | Людмил Стайков                    | Не номинирован      |
| 1990 (63-я)            | Маргарит и Маргарита                     | Маргарит и Маргарита                      | Margarit and Margarita                                 | Николай Волев                     | Не номинирован      |
| 1991 (64-я)            |                                          | Кладенецът                                | The Well                                               | Дочо Боджаков                     | Не номинирован      |
| 1993 (66-я)            | Сезон канареек                           | Сезонът на канарчетата                    | Canary Season                                          | Евгений Михайлов                  | Не номинирован      |
| 2000 (73-я)            | Письмо в Америку                         | Писмо до Америка                          | Letter to America                                      | Иглика Трифонова                  | Не номинирован      |
| 2001 (74-я)            | Жизнь как крыса                          | Съдбата като плъх                         | Fate as a Rat                                          | Иван Павлов                       | Не номинирован      |
| 2002 (75-я)            | Разогреть вчерашний обед                 | Подгряване на вчерашния обед              | Warming Up Yesterday’s Lunch                           | Костадин Бонев                    | Не номинирован      |
| 2003 (76-я)            | Путешествие в Иерусалим                  | Пътуване към Йерусалим                    | Journey to Jerusalem                                   | Иван Ничев                        | Не номинирован      |
| 2004 (77-я)            | Мила с Марса                             | Мила от Марс                              | Mila from Mars                                         | Зорница София                     | Не номинирован      |
| 2005 (78-я)            | Украденные глаза                         | Откраднати очи                            | Stolen Eyes                                            | Радослав Спасов                   | Не номинирован      |
| 2006 (79-я)            | Обезьяны зимой                           | Маймуни през зимата                       | Monkeys in Winter                                      | Милена Андонова                   | Не номинирован      |
| 2007 (80-я)            | Сторож мёртвых                           | Пазачът на мъртвите                       | Warden of the Dead                                     | Илиян Симеонов                    | Не номинирован      |
| 2008 (81-я)            | Дзифт                                    | Дзифт                                     | Zift                                                   | Явор Гырдев                       | Не номинирован      |
| 2009 (82-я)            | Мир велик, а спасение поджидает за углом | Светът е голям и спасение дебне отвсякъде | The World Is Big and Salvation Lurks Around the Corner | Стефан Командарев                 | Январский шорт-лист |
| 2010 (83-я)            | Восточные пьесы                          | Източни пиеси                             | Eastern Plays                                          | Камен Калев                       | Не номинирован      |
| 2011 (84-я)            | TILT                                     | Тилт                                      | Tilt                                                   | Виктор Чучков                     | Не номинирован      |
| 2012 (85-я)            | Кеды                                     | Кецове                                    | Sneakers                                               | Иван Владимиров, Валерий Йорданов | Не номинирован      |
| 2013 (86-я)            | Цвет Хамелеона                           | Цветът на Хамелеона                       | The Colour of the Chameleon                            | Эмил Христов                      | Не номинирован      |
| 2014 (87-я)            | Болгарская рапсодия                      | Българска рапсодия                        | Bulgarian Rhapsody                                     | Иван Ничев                        | Не номинирован      |
| 2015 (88-я)            | Суд                                      | Съдилището                                | The Judgement                                          | Стефан Командарев                 | Не номинирован      |
| 2016 (89-я)            | Лузеры                                   | Каръци                                    | Losers                                                 | Ивайло Христов                    | Не номинирован      |
| 2017 (90-я)            | Слава                                    | Слава                                     | Glory                                                  | Кристина Грозева, Петр Вылчанов   | Не номинирован      |
| 2018 (91-я)            | Вездесущий                               | Вездесъщият                               | Omnipresent                                            | Илиан Джевелеков                  | Не номинирован      |
| 2019 (92-я)            | Áга                                      | Ága                                       | Ága                                                    | Милко Лазаров                     | Не номинирован      |
| 2020 (93-я)            | Отец                                     | Бащата                                    | The Father                                             | Кристина Грозева, Петар Вылчанов  | Не номинирован      |
| 2021 (94-я)            | Страх                                    | Страх                                     | Fear                                                   | Ивайло Христов                    | Не номинирован      |